# Casey Therriault
Casey Therriault (Wyoming, 20 giugno 1989) è un giocatore di football americano statunitense che milita nel ruolo di quarterback nei New Yorker Lions.